# Yann Piat, chronique d'un assassinat
Pour plus de détails, voir Fiche technique et Distribution.
Yann Piat, chronique d’un assassinat est un long métrage réalisé par Antoine de Caunes, tourné en juin 2011,.

## Synopsis
Le 25 février 1994, Yann Piat (députée Front national puis non-inscrite depuis 1986) qui brigue la mairie de Hyères avec l'Union pour la démocratie française, est tuée par deux motards.

## Fiche technique
- Réalisateur : Antoine de Caunes
- Scénario : Dominique Garnier, d'après une idée de Claude Ardid
- Musique : Ramon Pipin
- Date de diffusion : 16 avril 2012 sur Canal+
- Durée : 104 minutes.

## Distribution
Sauf indication contraire, les informations mentionnées dans cette section peuvent être confirmées par la base de données cinématographiques IMDb,  présente dans la section « Liens externes ».
- Karin Viard : Yann Piat
- Jonathan Zaccaï : Pascal Felli
- André Wilms : Maurice Arreckx
- Jean-Michel Fête : Jean-Louis Fargette
- Gérard Meylan : Gérard Finale
- Laurent Fernandez : Marc Glazer
- Audrey Bastien : Sophie Piat, fille cadette de Yann
- Pénélope-Rose Lévèque : Marion, fille aînée de Yann
- Jean Benguigui : Joseph Sercia
- Raphaël Boyes : Georges Arnaud
- Jean-Yves Chatelais : Léopold Ritondale
- Philippe Josserand : Philippe Giraud
- Grégoire Bonnet : Jérôme Démarquais
- Antoine Coesens : Dominique Vescovali
- Michel Bluteau : Jean-Pierre Blondel
- Jean-Pierre Sanchez : Lucien Ferri
- Simon Ehrlacher : Marco Di Caro
- Vincent de Bouard : Jean-Pierre Stirbois
- Bruno Boulzaguet : François Léotard

## Lieux de tournage
- Paris
  - Palais d'Iéna
- Hyères

## Récompense
- Prix spécial du Jury et du public du Festival du film de télévision de Luchon